# Hvidbogen af 1939
Hvidbogen af 1939, også kendt som MacDonald-hvidbogen efter Malcolm MacDonald, den britiske koloniminister, som stod ansvarlig, var en politisk udredning udgivet af den britiske regering under Neville Chamberlain. Baggrunden for udredningen var det arabiske oprør 1936-39. I udredningen blev en opdeling af Palæstinamandatet afvist, i stedet foreslog Hvidbogen et uafhængigt Palæstina styret af arabere og jøder i proportion til deres befolkningstal i 1949.
I perioden 1940-44 blev der sat et loft på antal jødiske immigranter på 75.000, bestående af en årlig kvote på 10.000 fordelt hvert år og en ekstrakvote på 25.000 fordelt samme antal år for at dække eventuelle flygtningekriser. Efter denne dato ville indvandring være afhængig af godkendelse af den arabiske majoritet i området. Der blev også lagt restriktioner på jøders mulighed til at købe landområder.

## Baggrund
Efter, at briterne på Folkeforbundets vegne havde overtaget ansvaret for mandatområdet i Palæstina, skete der en løbende indvandring af jøder især fra Europa. Araberne var imod denne udvikling og gennemførte flere voldelige oprør, blandt andet i 1929 og 1936. Ikke desto mindre fortsatte indvandringen af jøder med stigende styrke (Fjerde aliyah, Femte aliyah).

### London-konferencen
Den februar 1939 indledtes i Sankt James’ palads i London en konference, som skulle forsøge at løse Palæstinaspørgsmålet. Den bestod af regeringsrepræsentanter samt delegater fra muftiens parti, Palæstinas arabiske nabostater og jødiske repræsentanter. Araberne modsatte sig fra starten alle kompromisser og krævede fuldstændig suverænitet i Palæstina, endvidere at alle forsøg på at der oprette "et jødisk nationalhjem" skulle standse, samt at mandatet skulle ophæves og erstattes med en traktat i stil med traktaten mellem England og Irak. Al jødisk immigration skulle ophøre ligesom alle jordsalg til jøder. Jøderne på deres side krævede fortsat udvikling af Palæstina til "et jødisk nationalhjem, fortsat jødisk immigration og fortsat jordsalg til jøderne. Englænderne på deres side forsøgte at finde et kompromis. Officielt meddeltes intet til omverdenen om forhandlingerne indhold, men England angaves i praksis at være villig til at opfylde arabernes krav så vidt, at den jødiske indvandring, om ikke helt forhindredes, så dog skulle kraftigt begrænses. Årsagen hertil var nødvendigheden at forhindre, at den arabiske verden gled over i Italiens og Tysklands arme. Jøderne afviste imidlertid det engelske forslag den 27. februar. Samme dag udøvede jøderne blodige terrorgerninger i Palæstina som svar på Englands imødekommende holdning over for araberne. De værste ugerninger udøvedes i Haifa, hvor 24 personer blev dræbte af bomber. Den 1. marts blev Londonforhandlingerne udskudte på ubestemt tid.

### Det arabiske udspil
Palæstina-araberne, som den 2. maj 1939 afholdt en konference i Kairo med repræsentanter fra de arabiske stater og fra de indiske muhammedanere, godkendte et forslag til løsning af Palæstinaspørgsmålet, hvilket fremsendtes til regeringen i London. Forslaget gik ud på dannelsen af en ny regering i Palæstina så snart, normaliserede forhold havde indtrådt. Alle ministerposter skulle besættes med arabere med engelske rådgivere ved deres side. Den jødiske indvandring skulle begrænses til 70.000 i de følgende fem år. De i denne periode ulovligt indvandrede jøder skulle indregnes i dette tal, og det samlede antal af jøder måtte ikke være over en tredjedel af landets befolkning. Frit salg af jord til jøder skulle ophøre. En nationalforsamling skulle indkaldes efter tre år for at udarbejde en forfatning.

## Hvidbogen
Den 18. maj 1939 offentliggjorde englænderne i en hvidbog en engelsk plan til "definitiv" løsning af Palæstinaspørgsmålet. Denne indebar først og fremmest, at det engelske mandat skulle ophøre efter ti år, og at en selvstændig arabisk-jødisk stat skulle oprettes, idet Englands strategiske og kommercielle behov skulle tilgodeses i en særskilt traktat. Under overgangstiden skulle arabere og jøder successivt overtage ledelsen af forvaltningen i proportion til deres antal, hvilket indebar en overvejende arabisk indflydelse. Efter fem år skulle en forsamling, repræsenterende Palæstinas to folk og den engelske regering, udarbejde et forfatningsforslag. Under disse fem år begrænsedes immigrationen til højst 75.000 jøder, idet jøderne ville kunne udgøre cirka en tredjedel af befolkningen. Jordkøb skulle udsættes for skærpede restriktioner.

## Reaktioner
Jøderne stillede sig bestemt afvisende til forslaget, og også araberne, i hvert fald muftien og ekstremisterne, var utilfredse. Hvidbogens offentliggørelse bevirkede en del uroligheder i Jerusalem. Det engelske underhus godkendte den 23. maj regeringens Palæstinapolitik med 268 stemmer mod 179, men først efter skarp kritik fra flere talere, især Winston Churchill. Pinseweekenden i slutningen af maj kendetegnedes af blodige sammenstød flere steder i Palæstina. Englænderne opbragte et skib med 400 illegale jødiske immigranter ombord. Den 29. maj godkendte det nationalistiske forsvarsparti, som repræsenterede den arabiske majoritet i Palæstina mod muftin og ekstremisterne, det engelske forslag således, som det det var fremsat i hvidbogen.

### Jødiske terrorhandlinger
Juni måned kendetegnedes af gentagne voldshandlinger i Palæstina. Organiseret jødisk terror udøvedes. Bombeeksplosioner og mord hørte til dagens orden. Den 9. juni indtraf otte eksplosioner alene i Jerusalem, og flere arabere døde. Den 13. juni kidnappedes og myrdedes fem arabere, den 29. juni blev 13 nedskudte, heraf fem alene i Tel-Aviv. Den engelske koloniminister MacDonald udsattes den 16. juni for skarp kritik i mandatkommissionen i Genève i anledning af Englands Palæstinapolitik. Flere medlemmer udtalte sig imod hvidbogen. Under månedens senere halvdel fremkom opsigtsvækkende afsløringer i forbindelse med den illegale jødiske immigration. Det viste sig, at et stort antal regeringstjenestemænd havde taget imod bestikkelse fra jødiske organisationer for at lukke øjnene for illegal immigration eller endda medvirke til denne. Det antydedes videre, at den skete med hærens og visse kabinetmedlemmers tilslutning.

### Immigrationskvoten ophæves
I juli blev jødiske trafik til og fra Jerusalem stoppet på grund af to intermezzoer, hvorved fire arabere blev såret. Den 12. juli erklærede den engelske koloniminister MacDonald, at antallet af illegale immigranter til Palæstina havde været så stort i den seneste tid, at han havde bemyndiget overkommissæren at meddele, at ingen immigrationslicenser ville blive udstedt for den næste licensperiode, det vil sige fra 1. oktober til 31. marts 1940.

### Internering af illegale jødiske immigranter
Den 20. august meddeltes, at ifølge et i Jerusalem udarbejdet dekret skulle hver og en, som man stødte på i Palæstina efter, at vedkommende var kommet ind i landet på illegitim vej, dømmes til internering på ubestemt tid. Det ansås, at man planlagde oprettelsen af koncentrationslejre. Under de følgende måneder aftog urolighederne i Palæstina, og fredeligere forhold indtrådte. Den 6. november erklærede stormuftien, at han anså de engelske forslag at udgøre et tilfredsstillende forhandlingsgrundlag. Også Iraks og Egyptens regeringer godkendte forslagene.